# باستر براي
باستر براي (بالإنجليزية: Buster Bray)‏ هو لاعب كرة قاعدة أمريكي، ولد في 1 أبريل 1913 في برمنغهام في الولايات المتحدة، وتوفي في 4 سبتمبر 1982 في إيفانسفيل في الولايات المتحدة.

## وصلات خارجية
- باستر براي على موقعبيزبول رفرنس.كوم (الدوري الرئيسي) (الإنجليزية)
- باستر براي على موقعبيزبول رفرنس.كوم (الدوري الثانوي) (الإنجليزية)